# Tiberio Fiorilli
Tiberio Fiorilli, o Fiorillo (Napoli, 9 novembre 1608 – Parigi, 7 dicembre 1694), è stato un attore teatrale italiano della commedia dell'arte e creatore della famosa maschera Scaramouche (o Scaramuccia).

## Biografia
Direttore della Comédie-Italienne del teatro dell'Hôtel de Bourgogne di Parigi fu anche grande amico di Molière. Dopo un'avventurosa giovinezza, esordì a Fano prendendo il nome napoletano di Scaramuccia; recitò poi a Mantova, Bologna e Napoli; nel 1640 fu invitato a Parigi, dove prese stabile dimora nel 1670, favorito da Luigi XIV. Si distinse per abilità mimica, per prontezza ed esattezza rappresentativa e per naturale festosità. Sua moglie Elisabetta Del Campo, palermitana, recitò accanto a lui con il nome di Marinetta, in Italia e poi in Francia fino al 1664. L'unico testo teatrale da lui realizzato di cui si abbia notizia è Quando amor comanda, rinvenuto da Gian Maria Cominetti nel 1925.

## Nella cultura popolare
Alle vicende della sua vita è ispirato Scaramouche,  sceneggiato televisivo realizzato e trasmesso dalla Rai nel 1965, in cui il personaggio di Fiorilli è interpretato da Domenico Modugno.
A Tiberio Fiorilli è intitolata anche una compagnia teatrale fondata nel 1978 da alcuni artisti pugliesi, fra i quali Michele Mirabella. La compagnia ha sede in Italia, a Bari. Organizza corsi teatrali per aspiranti attori e tournée in tutta Italia e all'estero. È riconosciuta dal Ministero dei Beni Culturali.

## Opere
- Tiberio Fiorilli, Scaramuccia, presentazione e disegni di Alessandro Brissoni, Firenze, Libreria del Teatro, 1944